# Cirq
Cirq é um Framework de Código aberto para computadores NISQ (Noisy Intermediate Scale Quantum).

## História
O Cirq foi desenvolvido pela equipe do Google AI Quantum, e anunciado para o público alfa no Workshop Internacional de Software Quântico e no Quantum Machine Learning no dia 18 de julho de 2018. Uma demonstração do QC Ware mostrou uma implementação do QAOA resolvendo um exemplo do problema de corte máximo sendo resolvido em um simulador Cirq.

## Uso
Os programas quânticos no Cirq são representados por "Circuito" e "Programação", onde "Circuito" representa um circuito Quântico e "Programação" representa um circuito Quântico com informações de tempo. Os programas podem ser executados em simuladores locais.

O exemplo a seguir mostra como criar e medir um estado Bell em Cirq.
```
import
 
cirq

# Escolha os qubits

qubit0
 
=
 
cirq
.
GridQubit
(
0
,
 
0
)

qubit1
 
=
 
cirq
.
GridQubit
(
0
,
 
1
)

# Crie um circuito

circuit
 
=
 
cirq
.
Circuit
.
from_ops
(

  
cirq
.
H
(
qubit0
),

  
cirq
.
CNOT
(
qubit0
,
 
qubit1
),

  
cirq
.
measure
(
qubit0
,
 
key
=
'm0'
),

  
cirq
.
measure
(
qubit1
,
 
key
=
'm1'
)

)

```

Imprimir o circuito exibe seu diagrama
```
print
(
circuit
)

# prints

# (0, 0): ───H───@───M('m0')───

#                │

# (0, 1): ───────X───M('m1')───

```

Simular o circuito repetidamente mostra que as medições dos qubits estão correlacionadas.
```
simulador
 
=
 
cirq
.
Simulator
()

resultado
 
=
 
simulator
.
run
(
circuit
,
 
repetitions
=
5
)

print
(
resultado
)

# prints

# m0=11010

# m1=11010

```

## Projetos

### OpenFermion-Cirq
OpenFermion-Cirq é uma biblioteca que compila algoritmos de simulação quântica para Cirq.